# 宮下瞳
宮下 瞳（みやした ひとみ、1977年5月31日 - ）は、地方競馬の名古屋競馬場所属の騎手。鹿児島県鹿児島市出身。現在の姓は小山（おやま）。身長152cm、体重46kg。
兄は元騎手の宮下康一（名古屋→新潟→上山→金沢→2003年引退→2014年現役復帰し兵庫→2018年引退）。夫は元名古屋競馬場所属の騎手・小山信行（2017年引退）。同じ女性騎手であった赤見千尋（高崎→宇都宮）や増沢由貴子、田村真来（ともにJRA）とは同学年である。

## 来歴
馬産地・鹿児島出身で祖父が趣味で馬を飼っており、草競馬でポニーに乗るなど馬といる生活が日常的で、兄が先に名古屋で騎手になっていたことも影響し騎手を志した。
1995年9月29日に騎手免許取得。同年10月22日の名古屋競馬第1競走で初騎乗（オブラディオブラダ・9着）。同年10月24日名古屋競馬第6競走をショウワミラクルで優勝し、初勝利。
1997年9月23日、高知競馬場で行われた第12回全日本新人王争覇戦に出場し12人中2位。
1999年9月18日、阪神12R・4歳上500万下でJRA初騎乗（16番人気シンセイクランツで12着）。
2002年4月17日、名古屋競馬第11競走・クリスタルカップをヘイセイチェッカーで勝ち、重賞初制覇を果たす
2005年2月2日、同じ名古屋競馬場所属の小山信行騎手との入籍を発表した。騎手の登録名は旧姓のまま活動することになった。同年7月18日の名古屋競馬第1競走をアジャイルスーパーで優勝し、通算351勝を達成。吉岡牧子（元益田競馬場所属）が保持していた日本における女性騎手最多勝記録（350勝）を更新した。同年11月3日に名古屋競馬場で行われたJBCのテレビ中継にゲストとして出演。なお、この日は両GIでの騎乗馬が無かった。同年日本の女性騎手では年間最多となる84勝を達成。
2006年6月6日の名古屋競馬第2競走では自身の騎乗馬であるヘイセイチャンスと夫・小山信行の騎乗馬メイショウタンドルが「夫婦で1着同着」になるという珍しい記録を達成した。
2007年10月26日の名古屋競馬第7競走で500勝を達成。同年11月にはレディースジョッキーズシリーズ2007で2勝を挙げ、総合優勝を果たした。
2009年2月26日の笠松競馬場第1競走でローレルスキーに騎乗し優勝、通算600勝を達成。同年8月9日には韓国・釜山慶南競馬場で開催された「第1回KRA国際女性騎手招待競走」に岩永千明（荒尾）、別府真衣（高知）と共に日本代表として出場。同年8月7日釜山慶南競馬場第7競走でTamna Kwaegeolに騎乗し、海外初騎乗（13頭立て7番人気4着）。招待競走では6番人気のIma Firecracker（アイマファイアクラッカー）に騎乗し優勝を飾った。同年8月26日韓国釜山慶南競馬場に6ヶ月間の短期免許申請を行ったことが発表され、当初は同年10月5日から2010年3月31日までの6ヶ月間の騎乗予定だった。同年10月18日釜山慶南競馬場第3競走をSeongsu Yeongung（ソンスヨングン）に騎乗し優勝、遠征13戦目にして初勝利を挙げ、2010年9月まで遠征を続けることになった。GIのグランプリにも騎乗し、4着に入った。
2010年は40勝を挙げ、韓国リーディングジョッキーランキングでは釜山所属で5位（ソウルとの総合では11位相当）になっている。2011年5月末まで遠征した。
2011年8月11日、愛知県競馬組合より同月16日付けでの引退が発表された。
2012年3月4日、第1子となる長男を出産した。2014年に次男を出産した。その後、3歳の長男から「ママが馬に乗るのを見たい」と言われ復帰を決意。騎手免許試験には筆記や障害飛越を含む実技もあり、まず厩務員として馬の世話をする傍ら家事の合間に試験準備に取り組み、練習のために通った乗馬クラブでは4年近いブランクの影響で何度も落馬したという。
2016年7月13日、騎手試験合格者が発表され、5年ぶりに騎手に復帰することとなった。一度引退した女性騎手が復帰するのは日本では初めてである。8月17日に名古屋競馬で復帰し、レース後の記者会見で「かっこいいママの姿を見せられて良かった。自分の記録を1勝ずつ更新できるよう頑張りたい」と抱負を語った。
2019年9月4日、名古屋競馬1レースで、メイショウベリーに騎乗し逃げ切りで1着となり、地方競馬通算800勝を達成した。
2020年3月23日、名古屋競馬3レースでビジネスチャンス（4着）に騎乗し、日本の女性騎手初の地方通算1万回騎乗を達成した（他にJRAでは2回騎乗）。同年10月2日名古屋競馬3Rで騎乗したスリーシンフォニーで1着になり年間85勝として、2005年に自身が記録した日本の女性騎手の年間最多勝84を更新した。10月14日、名古屋競馬3レースで、スズカペンダントに騎乗し逃げ切りで1着となり、地方競馬通算900勝を達成した。同年12月7日、名古屋競馬6レースでショウリオウに騎乗して勝利し、日本国内の女性騎手初となる年間100勝を達成した。
2021年6月29日、農林水産省より農林水産大臣表彰を受賞した。同年11月18日、名古屋競馬2レースでリアルスピードに騎乗して1着となり、国内の女性騎手初となる地方競馬通算1000勝を達成した。
2022年1月17日、農林水産大臣表彰を女性騎手として初めて受賞し、国内女性騎手初となる地方競馬通算1000勝を達成した功績から、2021年度NARグランプリ特別賞を受賞した。同年10月14日、名古屋競馬の10R秋風賞でノーブルラベンダーに騎乗して1着になり、地方通算1万2332戦目で通算1100勝に到達した。
2024年3月8日、笠松競馬3RのC級選抜でジェッターに騎乗して1着になり、地方通算1万3695戦目で通算1200勝を達成した。同年4月28日、令和6年春の褒章において女性騎手としては初めて黄綬褒章を受章。10月10日、笠松競馬4Rでエムオーポケットへの騎乗が今年967回目で、昨年自身が記録した966回の国内女性騎手による年間最多騎乗記録を更新した。10月18日、名古屋9Rでジェイエルブリッジに騎乗し、女性騎手では国内初の年間1000回騎乗の達成を、勝利で花を添えた。10月30日、名古屋2Rのアドゥールグローで1着になり、4年ぶり2回目の年間100勝を達成した。11月21日、名古屋9Rでケイカに騎乗し1着となり、本年106勝目として2020年に自身が記録した国内の女性騎手の年間最多勝記録105勝を更新した。
2024年11月30日をもって竹口勝利調教師が引退するため、翌12月1日付けで宇都英樹厩舎へ移籍することになった。

## 主な騎乗馬
- ヘイセイチェッカー（2002年クリスタルカップ）
- ポルタディソーニ（2017年秋の鞍、2018年梅見月杯、2019年名港盃、2020年梅見月杯）
- エッシャー（2022年ベイスプリント）
- コパノエミリア（2025年東海クイーンカップ）

出典:

## 受賞
- NARグランプリ優秀女性騎手賞（2003年、2004年、2005年、2006年、2008年、2017年、2018年、2020年 - 2022年）
- NARグランプリ特別賞（2011年、2016年、2020年）
- 女性のチャレンジ賞 男女共同参画大臣賞 受賞（2019年）
- 第2回競馬功労者表彰 農林水産大臣賞 受賞（2021年）
- 愛知県競馬組合表彰
- 韓国KRA国際女性騎手招待競走
- 黄綬褒章（2024年）※女性騎手初

## テレビ出演
- 日本放送協会（NHK）
  - 目撃!にっぽん（2019年12月8日[32]）
- 民放
  - 競馬場の達人（2014年5月、グリーンチャンネル） - 夫の小山信行とともに。
  - KUNOICHI（2018年7月1日、TBS[33]）